# 여수출입국관리사무소 화재
여수 외국인 보호소 화재사고(麗水外國人保護所火災事故)는 2007년 2월 11일 전라남도 여수시 화장동 여수출입국관리소의 외국인 보호시설에서 화재가 발생, 10명이 숨지고 18명의 부상자가 발생한 사고이다. 국가가 직접 관리하는 외국인보호시설에서 대형화재가 발생했다는 점에서 국내외적으로 상당한 충격을 안겨주었다.

## 사건 개요
2007년 2월 11일 03시 55분경 3층 304호 보호실에서 화재가 발생했다. 이 화재로 당시 보호 중인 55명의 외국인 가운데 10명이 죽고 17명이 부상당해 총 27명의 사상자가 생겨났다. 이 사건에서 발생한 사상자는 강제퇴거(출국)조치를 명령받은 중국인 25명(조선족 포함), 우즈벡인 1명, 스리랑카인 1명이다.
경찰 조사에 따르면, 화재 당시 근무자는 직원 4명, 용역경비원 5명 등 총 9명이었다. 하지만 근무일지상에는 감시실에 직원이 근무하게 되어 있으나 용역경비원만 근무하고 있어 관리에 허점이 있었던 것으로 뒤늦게 드러났다.
이 사고와 관련하여, 사고 당일 보호실 근무자 3명(공무원 2명, 경비용역원 1명)이 업무상과실치사상 혐의로 구속기소되었다. 여수출입국관리사무소 관리과장 등 공무원 3명은 업무상과실치사상 혐의 및 소방교육일지를 허위로 작성하여 행사한 혐의로 불구속 기소되었다.
법무부는 3월 8일 국가배상 설명회를 개최하였고, 3월 13일 ~ 3월 29일까지 사상자 가족 등과 6차례의 협의를 실시하였다. 그리하여 사망자는 3월 24일에, 부상자는 3월 30일에 배상 절차에 대한 합의가 이루어졌다. 이렇게 협의가 타결되자 사망자에 대한 합동영결식이 3월 30일 오전 10시 여수 성심병원에서 치러졌다.

법무부는 사망자에 대하여는 연령대별로 1억에서 1억 1천 2백만원의 배상금을 지급하였고 부상자에 대해 위자료 1,000만원을 지급하였다. 배상 처리가 마무리되자 4월 11일 국내에 체류하던 부상자와 그의 가족 32명(부상자 16명, 가족 16명)이 전원 출국하였다.

## 사고 원인
사고의 원인은 조선족용의자 김모씨(당시 39세, 중국국적)가 몰래 숨겨들어온 라이타를 가지고 CCTV를 가리고 탈출을 시도하기 위해 화재를 발생시켰다.

## 사건 의혹
당시 경비를 담당하던 직원들은 연기와 불길에 휩싸인 보호외국인의 구조 절박한 호소에도 불구하고 도주를 우려하여 이중 잠금장치를 여는데 시간을 오래 지체하였다. 그 결과 9명의 보호외국인들이 우레탄 매트가 타면서 발생한 유독가스와 연기에 질식해 숨졌고 다수의 생존자들도 부상과 후유증을 얻게 되었다. 화재당시 스프링클러는 설치돼 있지 않았고, 화재경보기 등 소방시설이 제대로 작동하지 못한 허점도 있다.

## 사망 및 부상자
- 사망자 : 10명
- 부상자 : 17명
- 국적 : 이하 아래와 같음
  - 중국 : 25명 (조선족 포함)
  - 우즈베키스탄 : 1명
  - 스리랑카 : 1명[4]

## 사건의 경과
국가인권위원회는 여수출입국관리사무소 보호실 화재사망사고에 대하여
2007년 2월 27일 직권조사를 실시하기로 결정하고 조사에 착수하였다.
조사 결과, 화재 당시 여수출입국관리사무소 보호실 3층에는 경비용역 2명만 근무를 서고 있었으며,
보호실의 구조와 운영은 구금시설과 다름없었으며 출입문은 이중 장치로 시건 되어 있었음이 확인되었다.
화재 사고 피해자중 최장기 보호외국인의 보호 기간은 1년 3개월로 대부분 임금체불이 원인이었다. 노동부 지침인 ‘선 조치 후 통보’의 원칙 및 임금체불 상담과 관련해서도 광주지방노동청여수지청에서는 원칙을 지키지 않은 것으로 나타났다. 또한 여수출입국관리사무소는 보호 외국인들에 대한 권리구제 절차 안내를 제대로 이행하지 않았고, 화재 용의자로 추정되는 김모씨(사망자, 남, 39세)에 대해서도 고충처리 상담 등을 제대로 하지 않은 것으로 조사되었다.
직원들과 민간용역경비원들에 대한 안전관리 교육도 형식적으로 실시하여 화재발생 시 초동대처가 미흡한 것으로 나타났다. 사고 후 수습과정에서도 화재사고 직후 일부사고피해자들에 대하여 수갑을 시건한 채로 병원 치료를 받게 하였으며, 사고피해자 22명을 출국시키는 과정에서도 권리구제 절차에 대해 충분히 안내하지 않고 정신과적 진료도 없이 강제 출국시킨 것으로 드러났다.

## 같이 보기
- 2008년 이천 냉동창고 화재 사고
- 부산 범창콜드프라자 화재 사고